# كارمين يونسكو
كارمين يونسكو (بالرومانية: Carmen Ionescu)‏ هي لاعبة جمباز فني رومانية، ولدت في 22 نوفمبر 1985 في بوخارست في رومانيا.